# Ferrari Testarossa F90 Speciale
Pour les articles homonymes, voir F90.
La Ferrari Testarossa F90 Speciale est un modèle créé en 1988 pour le compte de Ferrari par le carrossier et designer Pininfarina, à la demande du sultan de Brunei. Elle est motorisée par un moteur à 12 cylindres en V à 180° directement issu de la Testarossa. Seuls 6 exemplaires furent construits, tous vendus au sultan du Brunei.